# Безкронівка
Безкронівка — колишнє село в Україні, Верхньодніпровському районі Дніпропетровської області. Було підпорядковане Ганнівській сільські раді. 
Зняте з обліку рішенням Дніпропетровської обласної ради від 18 квітня 1997 року.

## Розташування
Селище знаходилось за 1,5 км від села Заполички.